# Félelemben élni
A Félelemben élni (Wake in Fright) egy 1971-ben bemutatott ausztrál filmdráma. Nemzetközi forgalmazásra az Outback címet kapta, mely a sivatagi Ausztrália népszerű neve. A világvégi poros bányavárosban játszódó, brutális jeleneteket is tartalmazó film igen jó kritikákat kapott, de mivel kifejezetten rossz fényt vet a vidéki Ausztráliára, a saját hazájában nem fogadták jól.
Bemutatója az 1971-es Cannes-i fesztiválon volt, ahol Arany Pálma-díjra jelölték. Az úgynevezett elfelejtett filmek közé tartozik, negyven évvel a bemutatója digitálisan felújították, újra bemutatták, majd kiadták DVD és Blu-ray lemezen.
A filmet Magyarországon nem vetítették moziban, hivatalos magyar címe sincs. Az eredeti címet és a cselekményt is figyelembe véve pontosabb volna a „Rémületben ébredni” fordítás. A film címének spanyol fordítása „Ébredés a pokolban”.
A film internetes forrásokban teljes egészében megtekinthető.

## Cselekmény
|  | Alább a cselekmény részletei következnek! |

-Iszunk egyet, haver?

-Bunyózunk egyet, haver?
-Megkóstolod a port és az izzadtságot, haver?

-Mert más egyéb itt nincs!
John Grant egy fiatal, tisztességes tanárember Sydneyből. Vagyon híján tanulmányi szerződést kötött, ennek fejében diploma után néhány évet egy világvégi hely, Tiboonda iskolájában kell eltöltenie. Maga sem gondolta volna, hogy a „világvégi” jelző Tiboondára egyáltalán nem túlzó, munkáját adósrabszolgaságnak fogja fel.
A karácsonyi hat hetes nyári szünetre elhatározza, hogy meglátogatja Sydneyben élő barátnőjét. A vonat egyetlen felszálló utasaként elutazik Bundanyabba „The Yabba” bányászvárosba, a legközelebbi nagyobb településre, hogy másnap onnan utazzon repülővel Sydneybe. A barátságos, közvetlen és segítőkész, ugyanakkor durva, izzadt és nagyivó férfiakkal teli, de szinte nő nélküli poros város azonban beszippantja és a saját képére formálja a gyenge jellemű, és az alkoholt nem bíró fiatalembert.
Miután egyetlen éjszakára bejelentkezik egy egyszerűbb szállodába, lemegy annak ivójába egy sörre. A söröző férfiakkal zsúfolt, sötét, lepusztult, szinte lázálomszerű hely leginkább egy játékterem, bár és kocsma keveréke. Mint addig sosem látott személyt, a város ott söröző rendőre megszólítja, akivel elbeszélgetnek. Míg elmeséli történetét, a rendőrtiszt folyamatosan hozza neki a söröket. Annyit gyorsan észrevesz, hogy a meghívásokat visszautasítani sértés.
Noha szívesen kitérne az ivás elől, erre nem találja meg a megfelelő módot, udvariasságból sorra dönti le a poharakat. Mikor említi, hogy mindössze 1000 dollár a tandíjtartozása, ha visszafizetné szabad ember lenne és visszamehetne Sydneybe tanítani, a rendőr elviszi a 2-Up nevű szerencsejátékra, ahol pénzfeldobással komoly összegeket lehet pillanatok alatt nyerni. Az akkor már félrészeg, józan ítélőképességét elveszített John először folyamatosan nyer. Már meglenne a teljes tartozás, ám még egy utolsót fogad, ezen az eddigi nyereményen felül az összes pénzét is elveszíti, nem tud továbbutazni sem.
Másnap keserűen látja a város felett elszálló repülőt, melyre ő már nem tudott felszállni. Megpróbál valami munkát szerezni, de ilyen gyorsan nem sikerül, kénytelen az egyébként közvetlen és barátságos környezetben mások segítségét elfogadni. A segítőkészség azonban inkább csak újabb sörök fizetésére és eldurvult férfiak hektikus kicsapongásaira szóló meghívásokra szorítkozik. A poharak számolatlan ledöntéshez nem szokott tanár pillanatok alatt csúszik le a lejtőn. Alig két nappal az érkezése után a soros ivászaton megismerkedik egyik új barátja könnyen megkapható húgával, de már annyira részeg, hogy nem képes semmit kezdeni vele. Ezt látva a háta mögött beszélni kezdenek esetleges eltérő szexuális orientációjáról. Ezután éjszakára egy a társasághoz tartozó, már nem praktizáló,  lezüllött, alkoholista orvos, a „Doki” fogadja magához, miután már szállásra sincs pénze.
A Doki reggel ad neki pár tablettát „másnaposság ellen”. A tabletta azonban kissé másként hat. A szertől John teljesen kikészül, majd a többi, szintén elborult, alkoholtól és tesztoszterontól fűtött fickóval egy brutális kenguruvadászaton vesz részt, benne van egy lebuj szétverésében, utána még mindig a narkó hatása alatt enged a Dokinak egy homoszexuális aktus erejéig.
Másnap reggel kijózanodva döbben rá, hogy önmagából kivetkőzve a végtelenségig lealjasodott. Megérkezése óta folyamatosan részeg volt, kábítószert vett be, kengurukat ölt, szétvert egy kocsmát, mindezek betetőzésére a Dokival szeretkezett. Önmagától is megrémülve mocskosan, véresen, szakadt ruhában rohan a városba. Rendőr ismerősét egy ivóban találja meg, de az sem tud rajta segíteni azon felül, hogy megint fizet neki pár sört.
John jobb híján gyalog menekül el az elátkozott városból. Később egy kocsi felveszi és elviszi egy kis faluba. Ott egy Sydneybe készülő teherautóssal megállapodik, hogy az elviszi magával a csomagtérben a ponyva alatt, John utólag fog fizetni a fuvarért. Mikor megállnak, John döbbenten veszi észre, hogy megint a városban vannak. A sofőr ekkor mondja el, hogy valóban Sydneybe fog menni, de majd csak később, Yabba után.
John nem veszi észre, hogy a vele történt bajokért csak önmagát okolhatja, minden gyűlölete az őt megrontó Doki ellen irányul, elmegy hozzá, hogy lelője. Mivel nem találja otthon, elkeseredésében öngyilkosságot kísérel meg, fejbe lövi saját magát. A kísérlet nem sikerül, nem hal meg, a Doki menti meg és viszi kórházba. Felgyógyulása után szintén ő viszi ki a vasútállomásra. A Tiboondába tanítani visszatérő John viszont már nem azonos az onnan eljött tanárral, The Yabba örökre megváltoztatta.
|  | Itt a vége a cselekmény részletezésének! |

## A mögöttes társadalmi probléma
A film az ausztrál sivatag, az Outback távoli világában, egy bányászvárosban játszódik. Az efféle városokba a jó fizetség, egy jobb élet reménye okán érkeztek az erős és fiatal férfiak a világ minden tájáról, többnyire egyedül. A világtól való elszigeteltség, a nehéz életkörülmények miatt nagyon kevés nő élt az efféle helyeken, a nemek aránya teljesen felborult. Noha a valóban nehéz életkörülmények és az egymásra utaltság miatt kialakult egyfajta az ausztrál néplélekre jellemző közvetlenség és segítőkészség, a nő nélkül élő fiatal férfiak gyorsan eldurvultak, féktelen ivászatokba, szerencsejátékokba és brutális vadászatokba menekültek, levezetni a hormonokat. A nőhiányos, durva, sörrel túltelített ausztrál vidéki élet problémájával több film is foglalkozik, többek között a Wolf Creek – A haláltúra, a Priscilla, a sivatag királynőjének kalandjai, a Krokodil Dundee, vagy a közeljövőbe helyezve a Mad Max filmek.

## A kenguruvadászat
A kenguruvadászat jelenet egy a filmtől függetlenül, vadászok által eltervezett kenguruvadászat filmrevétele volt. A valóban részeg, a gyilkolástól elborult vadászok minden cél és értelem nélkül, terepjáróról lődözték halomra a kengurukat, a több órás mészárlás látványa a filmeseket is kikészítette. Feljegyezték, hogy a 2009-es cannesi újrabemutatón 12 néző ment ki a jelenet alatt. Noha 1971-ben még mások voltak a filmesekre vonatkozó etikai szabályok, a jelenethez külön magyarázószöveget helyeztek el a filmben, kitérve rá, hogy a vadászat mindenképpen megtörtént volna, kifejezetten a forgatás miatt egyetlen állatot sem pusztítottak el.

## Fogadtatás
A filmet Arany Pálma díjra jelölték a Cannes-i fesztiválon, 1971-ben. A világ számos országában bemutatták, a legnagyobb sikert az Egyesült Királyságban és Franciaországban érte el. Ausztráliában viszont igen rosszul fogadták a filmet, mivel erősen megzavarta az ausztrálok önmagukról kialakított pozitív képét. Feljegyezték, hogy a film egyik ausztrál díszbemutatóján valaki felállt vetítés közben és a vászonra mutatva felkiáltott: „ezek nem mi vagyunk”. A bemutatón részt vevő egyik filmszereplő ekkor rászólt: „ülj le haver, ezek bizony mi vagyunk”. A 2011-es újrabemutató után szinte kizárólag pozitív fogadtatásban részesült. Martin Scorsese felkavarónak, Nick Cave ausztrál zenész az ország legjelentősebb filmjének nevezte.

## Érdekességek
- A film Kenneth Cook 1961-es Outback című regénye alapján készült.
- A klasszikusan ausztrál témájú film rendezője kanadai, két főszereplője brit. Forgatókönyvírója fekete bőrű jamaicai brit, aki sohasem járt Ausztráliában.

## Forgatási helyszínek
- Broken Hill – bányászváros, a film városi jelenetei itt készültek. A filmben szereplő Bundanyabba város valójában nem létezik.
- Silverton – Néhány tucat lakosú település Broken Hilltől északra, kb. 20 kilométerre. Ide menekült gyalog John.
- Tiboonda valójában nem létező település. A vasútállomás helye nem egyértelmű, vélekedések szerint a Broken Hill irányából Sydney felé tartó vasútvonal mentén forgatták, Lake Horse közelében.
- A belső jeleneteket Sydneyben (Ajax studió, Bondi) forgatták.

## Szereplők
- Gary Bond – John Grant, tanár
- Donald Pleasence – Doc Tydon, a Doki, lezüllött, alkoholista orvos
- Chips Rafferty – Jock Crawford, rendőrtiszt
- Sylvia Kay – Janette Hynes, laza erkölcsű hölgy
- John Meillon – Charlie
- Jack Thompson – Dick
- Peter Whittle – Joe
- Al Thomas – Tim Hynes
- Dawn Lake -Joyce
- John Armstrong – Atkins
- Slim de Grey á Jarvis
- Maggie Dence – portás
- Norman Erskine – Joe, a szakács

## Mozielőzetes
- http://vimeo.com/29586203 eredeti mozielőzetes
- https://www.youtube.com/watch?v=HKfrUPSnbyk új mozielőzetes